# Puerta de Alcalá

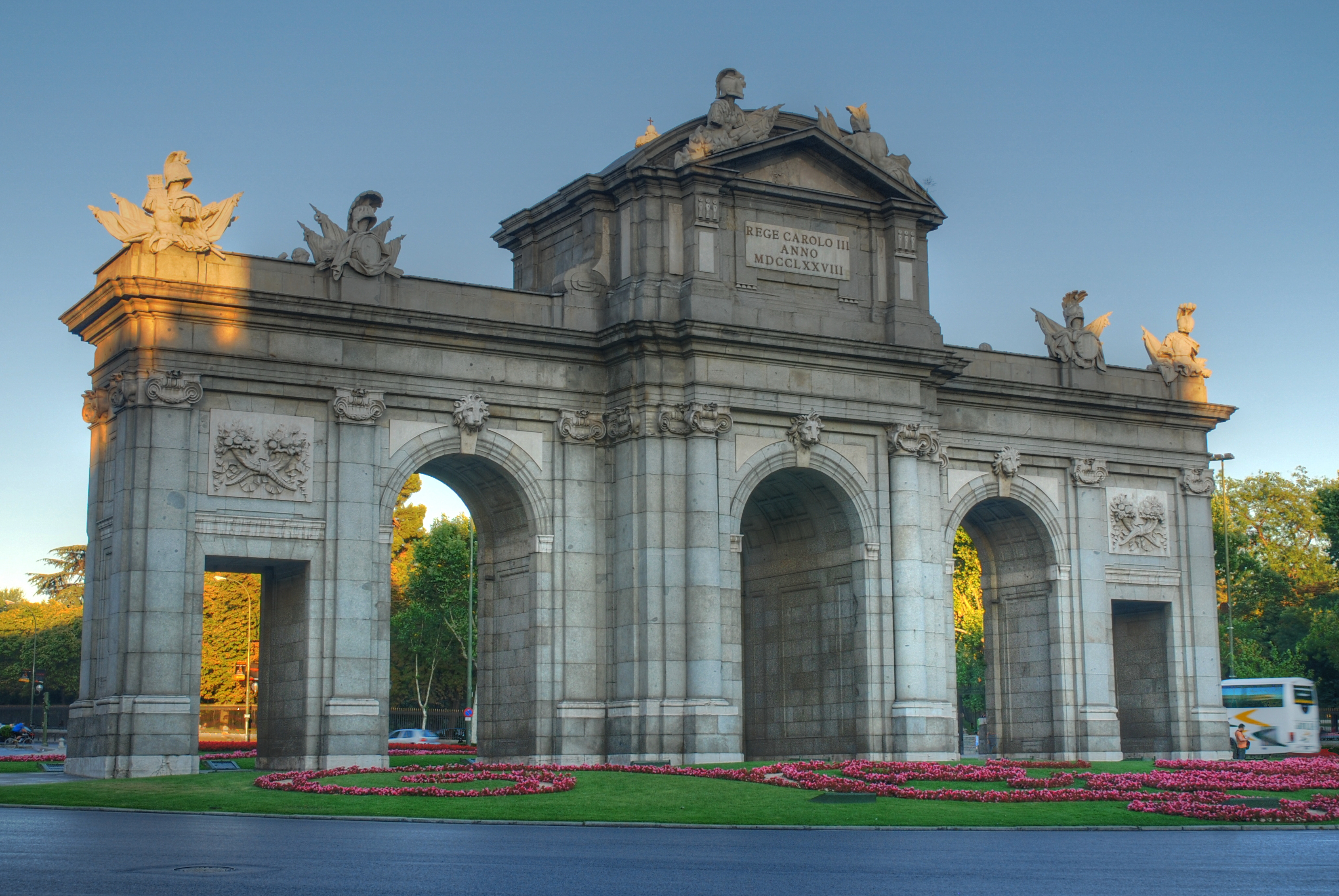
Die Puerta de Alcalá in Madrid

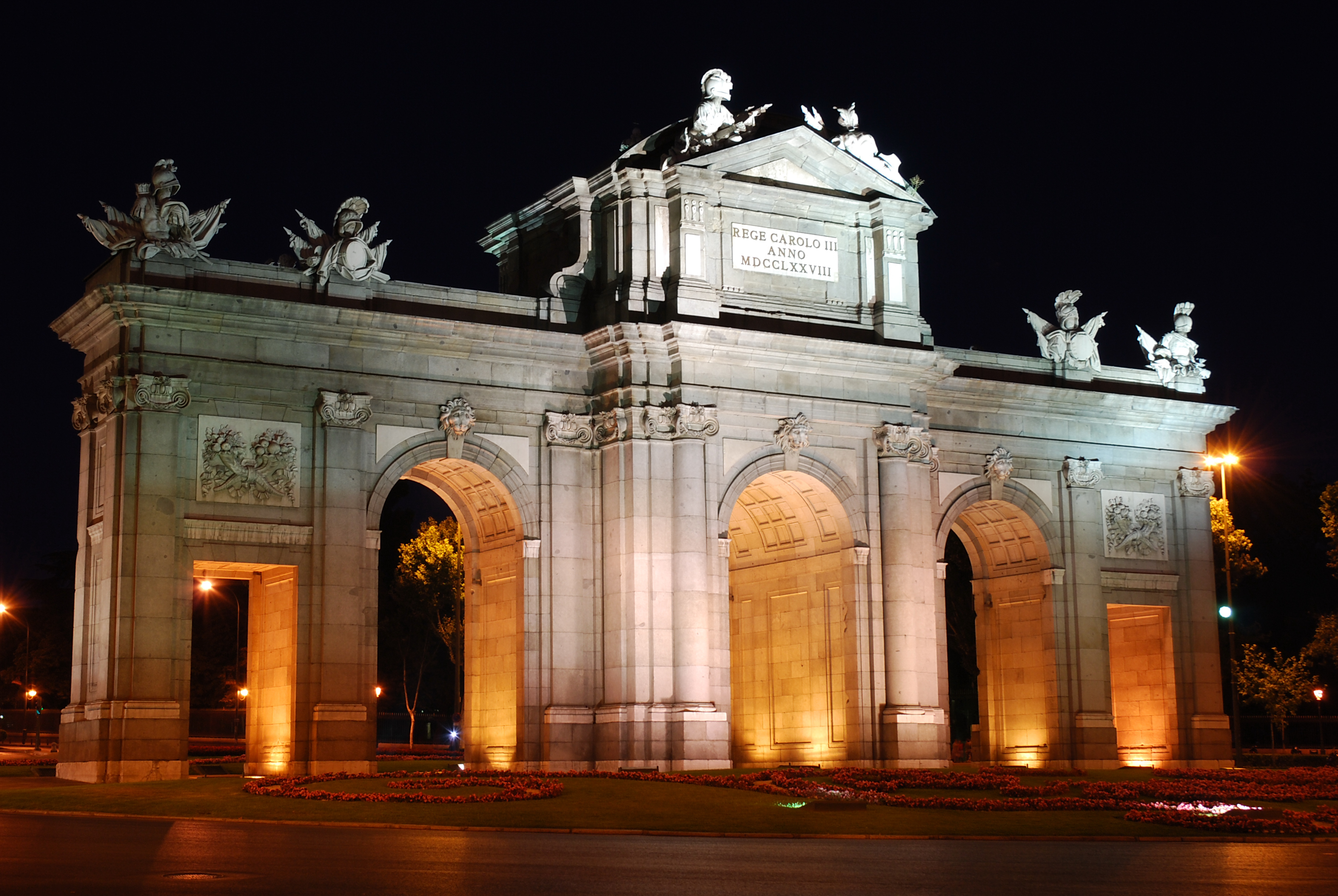
Die Puerta de Alcalá mit nächtlicher Beleuchtung

Die Puerta de Alcalá („Alcalá-Tor“) ist ein Monument in Madrid (Spanien), welches sich im Zentrum der Stadt an der Plaza de la Independencia („Unabhängigkeitsplatz“) befindet. In unmittelbarer Nähe befindet sich der Eingang zum Retiropark. Den Platz durchquert die Calle de Alcalá in Ost-West-Richtung und es beginnen dort ebenfalls die Straßen Alfonso XII, Serrano und Olózaga. Der Name der Puerta de Alcalá rührt daher, dass sich hier früher die Stadtgrenze befand und die Landstraße in Richtung Alcalá de Henares begann.

## Architektur
Die Puerta de Alcalá wurde von König Karl III. in Auftrag gegeben, um einen ehemaligen Torbogen mit zwei Türmchen, der sich vorher an derselben Stelle befand, aber in ruinösem Zustand war, zu ersetzen. Der Baumeister des Monuments war Francesco Sabatini, der jedoch auch Pläne von Ventura Rodríguez zugrunde legte. Der ca. 44 Meter breite und 22 Meter hohe Torbau wurde 1769 geplant; die Arbeiten begannen im Folgejahr und die Einweihung fand im Jahre 1778 statt. Zu beiden Seiten der Puerta de Alcalá befand sich eine Einfriedung, welche die Stadt seinerzeit gegen Eindringlinge beschützte und bis ins Jahr 1869 Bestand hatte. In diesem Jahr wurde auch die Plaza de la Independencia in ihrer heutigen Form gestaltet.
Der Bogen hat fünf Maueröffnungen (drei Bögen für Fuhrwerke und zwei Fußgängertore), in denen sich früher jeweils Gitter befanden (die eigentlichen Tore), die jeden Tag um die Abendzeit verschlossen wurden. In der Mitte auf der Attika befindet sich ein Stein mit folgender lateinischer Inschrift: Karl III. Jahr 1778.
Roberto Michel schuf die Löwenköpfe auf den Schlusssteinen der Mittelbögen und die an den Seiten angebrachten Füllhörner. Francisco Gutiérrez schuf den Schild mit dem königlichen Wappen, die Militärtrophäen auf der Dachterrasse.

## Material
Das Baumaterial für das Tor stammt aus Steinbrüchen der Umgebung – die aus Granit bestehende Grundlage aus Colmenar Viejo, Alpedrete und Hoyo de Manzanares, die aus Kalkstein geformten Schmuckelemente aus Colmenar de Oreja.

## Sonstiges
- Gegen Ende des Trienio Liberal im Jahr 1823 war die Puerta de Alcalá einem Kanonenhagel ausgesetzt, dessen Einschlagslöcher noch heute zu sehen sind.
- Weil die das Monument querende Calle de Alcalá über viele Jahrzehnte eine Viehtrift war, zogen früher viele Schäfer mit ihren Wanderherden durch die Puerta de Alcalá.
- Sabatini entwarf und baute auch die Puerta de San Vicente.[3]